# Autostrada A7 (Italia)
L'autostrada A7, nota più comunemente come "Autostrada dei Giovi" (poiché attraversa tale valico appenninico e concorre per buona parte alla strada statale 35 dei Giovi) o anche come Serravalle (da uno dei comuni attraversati, Serravalle Scrivia) e a volte in passato dei Fiori (nome che tuttavia è caduto in disuso dopo gli anni '70 e ora identifica solitamente l'A10), è la principale e più diretta arteria stradale che collega Milano e Genova.
È gestita da due concessionarie: da Milano a Serravalle dalla Milano Serravalle-Milano Tangenziali, società che gestisce anche le tangenziali milanesi A50, A51, A52, il raccordo autostradale Pavia-Bereguardo e la tangenziale di Pavia, e da Serravalle a Genova dalla società Autostrade per l'Italia S.p.A.

## Storia

### La Camionale Genova-Serravalle
Nella prima metà del XX secolo la strada napoleonica che valicava il passo dei Giovi, presa in carico nel 1928 dall'Azienda Autonoma Statale della Strada (AASS), risultava ormai insufficiente a smaltire il crescente traffico di mezzi pesanti che dal porto di Genova si dirigevano verso la pianura padana. Il governo italiano, gestito dal regime fascista del dittatore Benito Mussolini, con lettera al prefetto di Genova datata 10 febbraio 1932, dispose perciò la costruzione di una via di grande comunicazione per Milano e Torino con caratteristiche di alto e pesante traffico, indipendente dalle altre arterie stradali e col tracciato più breve e comodo possibile compatibilmente con le condizioni del terreno.
Alla direzione dell'opera fu posto l'ingegner Giovanni Pini. Vi lavorarono 16 imprese specializzate per la parte stradale (suddivisa in 22 lotti), più 12 per la parte relativa all'impiantistica e all'illuminazione. Per la costruzione dell'opera vennero impiegati (non contemporaneamente) quasi 30.000 operai, per un totale di 4,5 milioni di giornate lavorative. Il costo di realizzazione, a causa della difficile orografia e delle intersezioni con la ferrovia e le strade già esistenti, fu di molto superiore rispetto a quello di altre autostrade costruite nello stesso periodo.
La tratta Genova-Serravalle venne inaugurata il 29 ottobre 1935 dal re Vittorio Emanuele III, e rimpiazzò la strada statale 35 dei Giovi nel ruolo di strada più rapida che collegasse la città ligure e il mare con Milano e Torino. All'epoca della sua realizzazione venne denominata Autocamionale Genova-Valle del Po o semplicemente Camionale, a indicarne la sua principale funzione commerciale. La gestione venne affidata all'AASS.

### L'autostrada Milano-Serravalle
Nel 1951, sei anni dopo la fine della seconda guerra mondiale e il ritorno della democrazia in Italia, venne creata la società Milano-Serravalle, avente come membri le amministrazioni locali (comune e provincia) e le camere di commercio di Como, Genova, Milano e Pavia, con lo scopo di prolungare la Camionale dei Giovi fino al capoluogo lombardo.
Nel 1956 l'ANAS approvò l'opera autostradale proposta dalla società, che aveva come obiettivo da una parte collegare Milano con la riviera ligure e dall'altra prolungare un percorso stradale che potesse facilitare la connessione col nord Europa fino ad Amsterdam, via Svizzera e Germania.
L'inizio dei lavori venne celebrato a Tortona il 29 settembre 1956 con una cerimonia di posa di un cippo inaugurale alla presenza del Ministro dei Lavori Pubblici Giuseppe Romita.
La tratta tra Serravalle e Tortona divenne operativa il 26 luglio 1958, mentre la tratta finale, tra Tortona e Milano, venne inaugurata dal Presidente della Repubblica Giovanni Gronchi nel giugno del 1960.

### Il raddoppio della tratta Genova-Serravalle
Nello stesso periodo (1958) venne deciso il raddoppio del primo tratto tra Genova e Serravalle: i lavori iniziarono nel luglio 1962 e terminarono tre anni dopo, nel luglio 1965. Sempre nel 1965, o secondo altra fonte il 18 marzo 1967, vennero collegati il casello di Genova con l'accesso di ponente della neocostruita strada sopraelevata che attraversa il centro del capoluogo ligure, mentre nel 1967 avvenne l'allacciamento con il viadotto Polcevera sull'Autostrada A10.

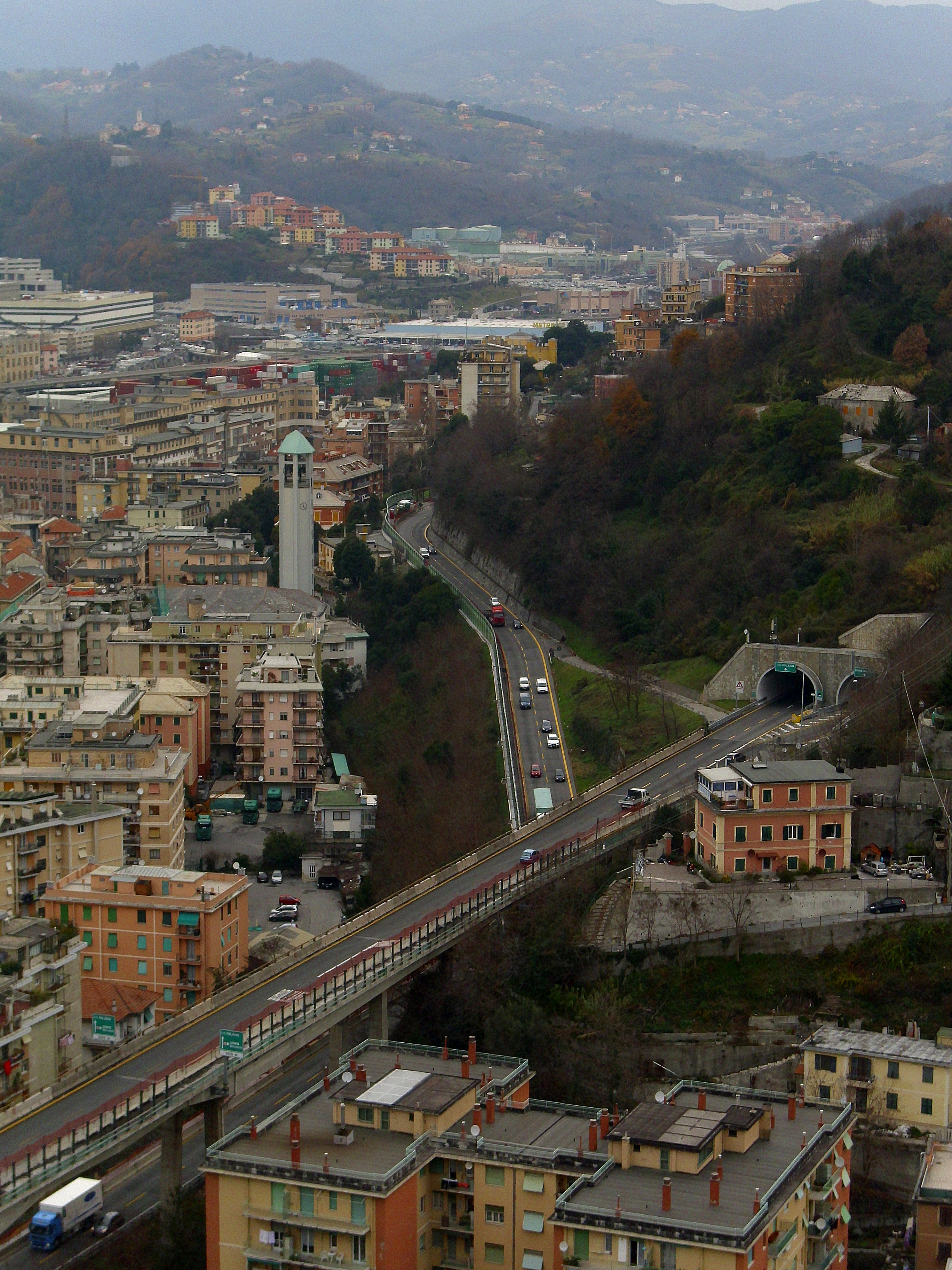
L'autostrada all'altezza di Genova Bolzaneto: si nota come le carreggiate nelle due direzioni seguano percorsi differenti.

Nel tratto fra Genova e Serravalle la carreggiata Est, costruita negli anni sessanta mediante l'uso di importanti opere ingegneristiche quali gallerie e viadotti, ha un andamento più diretto e meno tortuoso della carreggiata Ovest, che corrisponde alla vecchia Camionale di epoca fascista. Da ciò deriva che il percorso da Genova a Milano è più breve di quello da Milano a Genova, sul quale è calcolato il chilometraggio ufficiale.

### Sviluppi successivi
Soltanto nel 1987 fu realizzata l'interconnessione diretta tra la A7 e la A21 Torino-Piacenza-Brescia, con la contemporanea chiusura del casello di Tortona di quest'ultima. In precedenza, le due autostrade si incrociavano con un sovrappasso senza essere collegate e per passare da una all'altra era necessario uscire al casello di Tortona dell'una, percorrere un tratto di viabilità ordinaria e rientrare al casello dell'altra. Nel 1999 il casello Tortona dell'A7 fu poi spostato e ricostruito in una posizione più vicina all'interconnessione stessa.
Gli ultimi due km (precisamente 1,9 km) prima di arrivare in piazza Maggi a Milano sono stati aggiunti successivamente e ancora oggi non sono identificati con un numero ma con le lettere A e B. Questo tratto dell'A7 è identificato dalle società concessionarie come raccordo R35 A7-Piazza Maggi.

## Descrizione

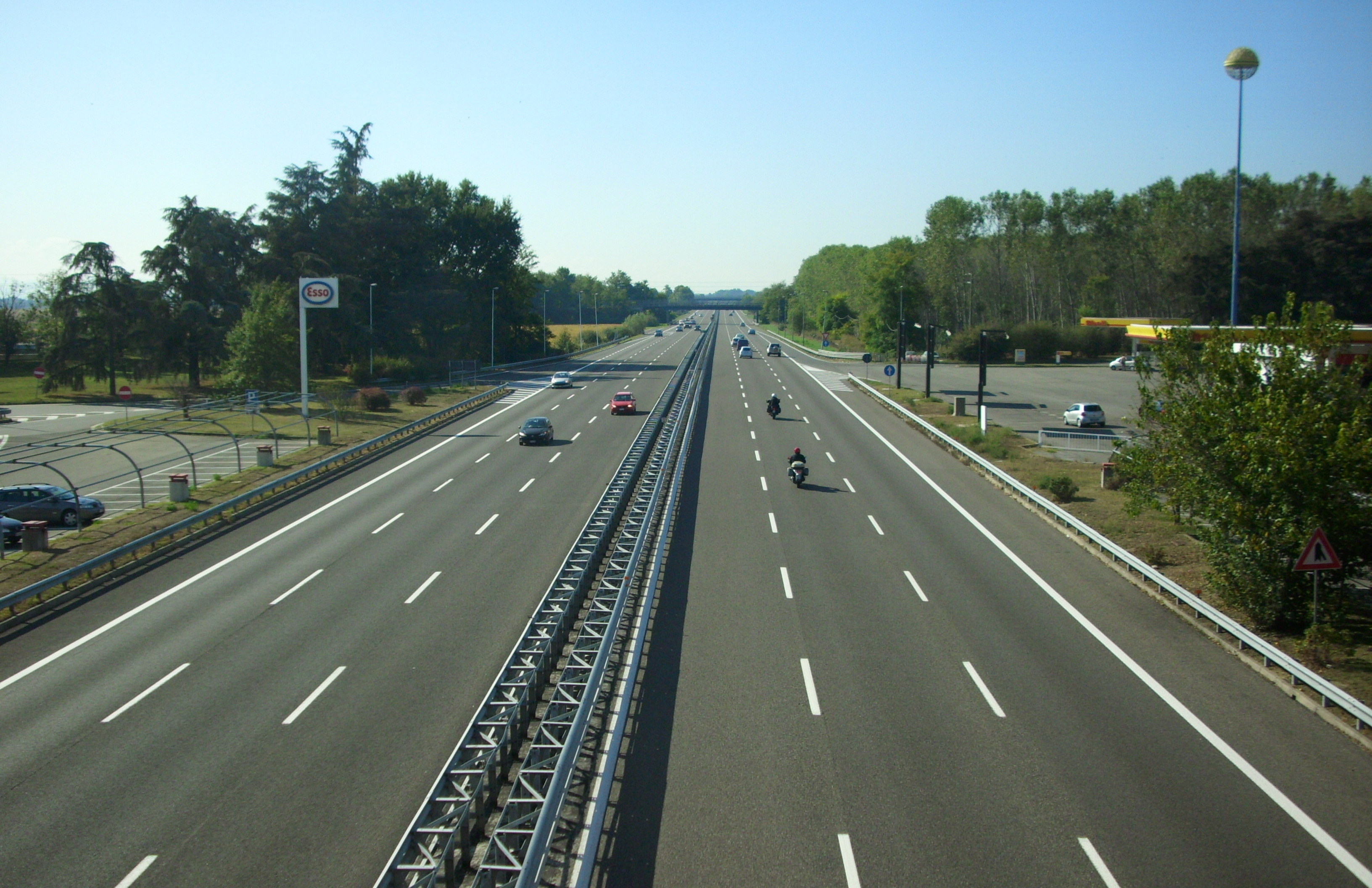
L'autostrada A7 all'altezza della stazione di servizio di Dorno.

L'autostrada inizia a Milano con gli svincoli sopraelevati di piazza Maggi, nei pressi della fermata di Famagosta della metropolitana, dove si trova anche un grande parcheggio di interscambio. I primi chilometri costituiscono il tratto urbano della A7 che si congiunge con le strade ordinarie per mezzo di svincoli liberi ed è ad utilizzo gratuito fino alla barriera di Milano Ovest, posta nel comune di Assago in corrispondenza dell'intersezione con la tangenziale ovest (A50), dalla quale comincia il calcolo del pedaggio; la prima uscita in questa direzione è quella di Binasco.
La seconda parte del tragitto si svolge attraverso la provincia di Pavia con un andamento pressoché rettilineo che attraversa gran parte della Lomellina. Oltrepassati i caselli di Bereguardo, Gropello Cairoli e Casei Gerola si entra nella provincia di Alessandria, in territorio piemontese. Poco dopo si incontrano dapprima l'intersezione con l'autostrada A21 (Torino-Piacenza-Brescia) all'altezza di Tortona e, subito dopo, il raccordo Predosa-Bettole verso l'autostrada A26 (Genova Voltri-Gravellona Toce), in corrispondenza del quale termina la carreggiata a tre corsie e comincia quella a due corsie per senso di marcia. Fino al 2008 anche la tratta fra il ponte sul Po e Tortona aveva due corsie per senso di marcia, mentre ora è percorribile interamente su tre corsie fino al raccordo con la A26.
Superato il casello Vignole Borbera/Arquata Scrivia (precisamente al km 93+400) inizia il percorso montano che entra in territorio ligure in direzione del Passo dei Giovi. Il tratto finale dell'autostrada si snoda verso Genova, che viene raggiunta attraverso un percorso in discesa, ed è caratterizzato dal seguire la morfologia del territorio, con numerose gallerie e molte curve dallo stretto raggio. Una particolarità di questa parte autostradale è che le due carreggiate quasi mai corrono parallele. Come già accennato, a causa della conformazione del terreno e poiché è costituito dal percorso della vecchia camionale costruita in epoca fascista, il tratto in discesa verso Genova è molto più curvilineo rispetto alla carreggiata opposta, costruita circa trent'anni dopo. Dopo due bivi, in corrispondenza dei quali hanno inizio prima la A12 per Livorno e poi la A10 per Ventimiglia, l'autostrada termina nel capoluogo ligure nel quartiere di Sampierdarena, nei pressi del porto, innestandosi direttamente nella sopraelevata Aldo Moro.

## Tabella percorso
| MILANO - GENOVA "Autostrada dei Giovi" |                                                                           |       |       |      |                         |
| Tipo                                   | Indicazione                                                               | ↓km↓  | ↑km↑  | Area | Strada europea          |
|                                        | Milano centro                                                             | -1,9  | +1,9  | MI   | —                       |
|                                        | Milano Viale Famagosta MM2 Famagosta                                      | -1,1  | +1,1  | MI   | —                       |
|                                        | Milano Via del Mare                                                       | 0     | 133   | MI   | —                       |
|                                        | Area di servizio "Cantalupa"                                              | 0,5   | 132,8 | MI   | —                       |
|                                        | Assago - Milanofiori                                                      | 2,0   | 131   | MI   | —                       |
|                                        | Tangenziale ovest di Milano                                               | 3,2   | 130   | MI   |                         |
|                                        | Barriera Milano ovest                                                     | 4,0   | 129,3 | MI   |                         |
|                                        | Binasco                                                                   | 10,5  | 123   | MI   |                         |
|                                        | Area di parcheggio "Battuda"                                              | 17,1  | —     | PV   |                         |
|                                        | Bereguardo - Pavia nord Bereguardo - Pavia                                | 21,5  | 112   | PV   |                         |
|                                        | Gropello Cairoli - Pavia sud                                              | 30,6  | 103   | PV   |                         |
|                                        | Area di servizio bidirezionale "Dorno"                                    | 33,6  | 100   | PV   |                         |
|                                        | Area di parcheggio "Corana"                                               | 43,6  | —     | PV   |                         |
|                                        | Casei Gerola                                                              | 50,0  | 83    | PV   |                         |
|                                        | Castelnuovo Scrivia                                                       | 54,0  | 79    | AL   |                         |
|                                        | Area di servizio "Castelnuovo Scrivia"                                    | 60,6  | 73    | AL   |                         |
|                                        | Torino - Piacenza - Brescia                                               | 63,0  | 70    | AL   |                         |
|                                        | Tortona                                                                   | 63,5  | 69,5  | AL   |                         |
|                                        | Diramazione Predosa - Bettole Genova - Gravellona Toce                    | 72,0  | 61    | AL   |                         |
|                                        | Area di servizio "Bettole di Novi"                                        | 80,3  | 53    | AL   |                         |
|                                        | Area di parcheggio "Scrivia"                                              | —     | 48,6  | AL   |                         |
|                                        | Serravalle Scrivia                                                        | 84,5  | 48    | AL   |                         |
|                                        | Vignole Borbera - Arquata Scrivia                                         | 88,6  | 44    | AL   |                         |
|                                        | Area di parcheggio "Vocemola"                                             | —     | 40,7  | AL   |                         |
|                                        | Isola del Cantone                                                         | 100,7 | 32    | GE   |                         |
|                                        | Area di servizio "Giovi"                                                  | 106,1 | 26,5  | GE   |                         |
|                                        | Ronco Scrivia                                                             | 106,5 | 26    | GE   |                         |
|                                        | Busalla                                                                   | 111,5 | 22    | GE   |                         |
|                                        | Area di parcheggio "Giovi"                                                | 113,8 | —     | GE   |                         |
|                                        | Area di servizio "Campora"                                                | —     | 16    | GE   |                         |
|                                        | Genova Bolzaneto                                                          | 125,8 | 7     | GE   |                         |
|                                        | Genova - Livorno Genova est                                               | 128,7 | 4     | GE   |                         |
|                                        | Genova - Ventimiglia Genova aeroporto                                     | 131,7 | 2     | GE   | ling=Strada europea E62 |
|                                        | Barriera Genova ovest                                                     | 132,8 | 0,8   | GE   | ling=Strada europea E62 |
|                                        | Area di servizio "La Lanterna"                                            | —     | 0,4   | GE   | ling=Strada europea E62 |
|                                        | Genova Sampierdarena Sopraelevata Aldo Moro Genova centro Porto di Genova | 133,6 | 0     | GE   | ling=Strada europea E62 |